# Ulica Flory w Warszawie
Ulica Flory – ulica na warszawskim Ujazdowie, biegnąca od ul. Klonowej do ul. Bagatela.

## Historia
Ulica została wytyczona w roku 1900 podczas parcelacji zachodniej części posiadłości „Bagatela”, należącej niegdyś do malarza Marcella Bacciarellego.
W roku 1912 ulica została skanalizowana; równolegle wybudowano do roku 1914 pięć kamienic po nieparzystej stronie ulicy (stronę nieparzystą zajmowały tereny ogrodu „Bagatela”, oraz wylot ul. Bacciarellego, skróconej po roku 1945). Jedną z wybudowanych wtedy kamienic zaprojektowali wybitni architekci: Karol Jankowski i Franciszek Lilpop (nr. 1).
Pamiątkowa nazwa ulicy, pochodząca prawdopodobnie od imienia Flory, bogini kwiatów, została nadana w 1933 i najpewniej pozostawała w związku z pobliską siedzibą Towarzystwa Ogrodniczego Warszawskiego przy ul. Bagatela.
W latach 1934–1935 u zbiegu z Klonową wybudowano kamienicę doktora Jana Edmunda Reymana – współzałożyciela Warszawskiej Kooperatywy Mieszkaniowej oraz wykładowcy Wyższej Szkoły Handlowej w Warszawie (obecnie Szkoła Główna Handlowa).
Autorem projektu kamienicy był Romuald Gutt; wprowadził charakterystyczne dla swojej twórczości oblicowanie elewacji szarą cegłą oraz wykusze zdobiące fasadę. Dom jako jedyny przy ulicy został całkowicie zburzony podczas ostatniej wojny; pozostałe kamienice do dziś stanowią cenny przykład zwartej zabudowy śródmieścia Warszawy.

## Ważniejsze obiekty
- Zespół Rezydencji Belweder Klonowa Kancelarii Prezydenta RP (nr 2)
- Kamienica Gessnera (nr 3)